# Payssous
Payssous – miejscowość i gmina we Francji, w regionie Oksytania, w departamencie Górna Garonna.
Według danych na rok 2016 gminę zamieszkiwało 91 osób, a gęstość zaludnienia wynosiła 22 osób/km² (wśród 3020 gmin regionu Midi-Pireneje Payssous plasuje się na 975. miejscu pod względem liczby ludności, natomiast pod względem powierzchni na miejscu 1573.).